# 이무라 쿠미
이무라 쿠미(井村空美, 1983년 12월 11일 ~ )는 일본의 배우이다.

## 출연작

### 드라마
- 2006년 《마법전사 유캔도》 사쿄 린 역
- 2009년 《마이 걸》 나카조노 카오리 역

### 영화
- 2009년 《하이킥 걸》 케이코 역